# Задавяне
Задушаване е ситуация на липса на въздух в тялото.
Форма на задавяне е задавяне при хранене, което изисква незабавна първа помощ (прочетете по-долу).

## Задавяне при преглъщане (и първа помощ)
Задушаване при преглъщане възниква, когато храната не е добре сдъвкана, и влиза в друг път, и блокира дихателните пътища.
Някои ръчни техники могат да решат задавянето (прочетете по-долу).
Има и „анти-задушаване“ устройства на пазара (LifeVac и Dechoker).

### Първа помощ за обикновени пострадали
Първата част е кашля.
Ако жертвата не може да кашля,  използвайте две техники на ръка (вижте и двете изображения по-долу). За по-добър резултат ги комбинирайте на редове: направете всяка техника приблизително 5 пъти, и променете към другата техника, и повтаряйте тези завои непрекъснато.
Бременните и изключително затлъстели хора се нуждаят от вариации на тези ръчни техники (прочетете по-долу).
Бебетата (под 1 година) се нуждаят от вариации на тези ръчни техники (прочетете по-долу).
Ако задушаването продължава, обадете се на спешната медицинска помощ.
Жертвата може да загуби съзнание след известно време (прочетете по-долу), което се нуждае от „сърдечно-белодробна реанимация против задушаване“.

### Първа помощ за бременни или прекалено затлъстели хора
Първата част също е кашля.
Ако жертвата не може да кашля, използвайте две техники на ръка (вижте и двете изображения по-долу). За по-добър резултат ги комбинирайте на редове: направете всяка техника приблизително 5 пъти, и променете към другата техника, и повтаряйте тези завои непрекъснато.
Ако задушаването продължава, обадете се на спешната медицинска помощ.
Жертвата може да загуби съзнание след известно време (прочетете по-долу), което се нуждае от „сърдечно-белодробна реанимация против задушаване“.

### Първа помощ за кърмачета (под 1-годишна възраст)
Използвайте тези две техники на ръка за кърмачета (вижте и двете снимки по-долу). За по-добър резултат ги комбинирайте на редове: направете всяка техника приблизително 5 пъти, и променете към другата техника, и повтаряйте тези завои непрекъснато.
Ако задушаването продължава, обадете се на спешната медицинска помощ.
Бебето може да загуби съзнание след известно време (прочетете по-долу), което се нуждае от „сърдечно-белодробна реанимация против задушаване за кърмачета“.

### Когато жертвата е в безсъзнание
Необходима е „сърдечно-белодробна реанимация против задушаване“ (обикновена, не за кърмачета)
или „сърдечно-белодробна реанимация против задушаване за кърмачета“ (под 1-годишна възраст). (Прочетете по-долу).

#### Сърдечно-белодробна реанимация против задавяне, обикновена
Необходимо е обаждане до спешната медицинска помощ.
Поставете жертвата да лежи, с лицето нагоре.
Правете непрекъснато реанимация към жертвата:
- 30 компресии в долната половина на средата на гръдния кош.
- Ако заседналият обект е видим, опитайте да го извлечете. Обектът може да бъде извлечен или не, но тази сърдечно-белодробна реанимация трябва да продължи до момента в който пострадалият диша нормално.
- Затворете носа на жертвата. Въведете въздух като извършите вентилация (спасително дишане) уста в уста. Въведете въздух отново, като извършите друга идентична вентилация (спасително дишане).
- Завъртете главата на жертвата напред и назад, за да промените малко нейната позиция. Въведете въздух като извършите вентилация (спасително дишане) уста в уста. Въведете въздух отново, като извършите друга идентична вентилация (спасително дишане).

Повтаряйте непрекъснато всички тези стъпки, като се започне от първата (30-те компресии).

#### Сърдечно-белодробна реанимация против задушаване за кърмачета (под 1-годишна възраст)
Необходимо е обаждане до спешната медицинска помощ.
Поставете бебето да лежи, с лицето нагоре. Главата на бебето трябва винаги да гледа отпред.
Правете непрекъснато реанимация към бебето:
- Отстрани на бебето: 30-те компресии, извършвани с два пръста в долната половина на средата на гръдния кош.
- Ако заседналият обект е видим, опитайте да го извлечете. Обектът може да бъде извлечен или не, но тази кардиопулмонална реанимация трябва да продължи до момента в който бебето диша нормално.
- С помощта на устата покрийте едновременно устата на бебето и носа на бебето. Въведете въздух по този начин (проветряване или спасителен дъх).
- Препоръчително е главата на бебето да продължи да гледа отпред, а не да я върти, тъй като наклонът на главата може да стесни дихателните пътища при кърмачета.

Повтаряйте непрекъснато всички тези стъпки, като се започне от първата (30-те компресии).